# Noordelijk kampioenschap hockey heren 1933/34
Het Noordelijk kampioenschap hockey heren 1933/34 was de 6e editie van deze Nederlandse veldhockeycompetitie. Dit seizoen werd dit kampioenschap voor de tweede maal door de (nog niet koninklijke) NHB georganiseerd. De eerste vier seizoenen werd de competitie gehouden onder leiding van de Noordelijke Hockey Bond. 
Voorafgaande aan dit seizoen waren alle verenigingen die na de zomer van 1932 nog in de regionale bond waren blijven spelen, GHBS, HVA, GCHC, Sneek en HHC, eveneens overgestapt naar de landelijke bond. Onder de noordelijke promotieafdeling werden een 2e klasse A en B gevormd door de pas toegetreden verenigingen.
Na vijf jaar kwam een eind aan de hegemonie van DBS. Het kampioenschap was dit seizoen een prooi voor GHC dat haar eerste en tevens laatste noordelijke kampioenschap veroverde.

## Promotie en degradatie
Dit jaar was er voor het eerst een strijd om promotie. HHV en HVA werden kampioen van respectievelijk 2A en 2B. HVA won de promotiewedstrijden en promoveerde naar de noordelijke promotieafdeling. Er was geen degradant.

## Eindstand
| pos | club | gs | w | g | v | pnt | dv | dt | ds |
| --- | ---- | -- | - | - | - | --- | -- | -- | -- |
| 1.  | GHC  | 8  | 5 | 2 | 1 | 12  | 12 | 8  | +4 |
| 2.  | HCW  | 8  | 3 | 3 | 2 | 9   | 18 | 17 | +1 |
| 3.  | DBS  | 8  | 3 | 2 | 3 | 8   | 19 | 13 | +6 |
| 4.  | LHC  | 8  | 3 | 1 | 4 | 7   | 15 | 22 | -7 |
| 5.  | Rap. | 8  | 1 | 2 | 5 | 4   | 15 | 19 | -4 |

1928/29 · 1929/30 · 1930/31 · 1931/32 · 1932/33 · 1933/34 · 1934/35 · 1935/36 · 1936/37 · 1937/38 · 1938/39 · 1939/40 · 1940/41 · 1941/42 · 1942/43 · 1943/44 · 1944/45 · 1945/46 · 1946/47 · 1947/48 · 1948/49 · 1949/50 · 1950/51 · 1951/52 · 1952/53 · 1953/54 · 1954/55 · 1955/56 · 1956/57 · 1957/58 · 1958/59 · 1959/60 · 1960/61 · 1961/62 · 1962/63 · 1963/64 · 1964/65 · 1965/66 · 1966/67 · 1967/68 · 1968/69 · 1969/70 · 1970/71 · 1971/72 · 1972/73